# Yell (高橋由美子の曲)
「yell」（エール）は高橋由美子の通算12枚目のシングル。1993年11月3日発売。発売元はビクターエンタテインメント。

## 概要
ベスト・アルバム『STEPS-Single Collection-』の先行シングル。アルバムにはバラードにリアレンジした「Yell〜Ballade〜」も収録。

## 収録曲
1. yell
  - 作詞：柚木美祐
  - 作曲：本島一弥
  - 編曲：岩本正樹
    - 日本テレビ系ドラマ『もうひとつのJリーグ』挿入歌
2. あなただけを
  - 作詞・作曲：秋元薫
  - 編曲：岩本正樹
3. yell（カラオケ）
4. あなただけを（カラオケ）